# Hoff (Kumbria)
Hoff – osada i civil parish w Anglii, w Kumbrii, w dystrykcie (unitary authority) Westmorland and Furness. W 2001 civil parish liczyła 189 mieszkańców. Znajduje się 3,2 km od Appleby-in-Westmorland.